# Veriano Luchetti
Veriano Luchetti (Tuscania, 12 marzo 1939 – Roma, 23 aprile 2012 ) è stato un tenore italiano.

## Biografia
Studiò canto privatamente a Roma con Elda di Veroli e debuttò nel 1965 a Wexford ne La traviata. Continuando gli studi di perfezionamento, nel 1967 si esibì al Teatro lirico sperimentale Adriano Belli di Spoleto in Fedora e apparve in diversi teatri italiani, fra cui il Regio di Parma nella prima assoluta di Una donna uccisa con dolcezza di Roberto Hazon e il Teatro Verdi di Trieste ne Il furioso all'isola di San Domingo di Gaetano Donizetti.
Nel 1971 partecipò alla ripresa de L'Africana nell'apertura del Maggio Musicale Fiorentino, che ne sancì la consacrazione e agì da trampolino di lancio verso i grandi centri lirici internazionali.
Firenze fu la piazza italiana dove apparve con maggior frequenza, inaugurando il "Maggio"  ancora nel 1974 e nel 1978, rispettivamente con Agnese di Hohenstaufen di Gaspare Spontini e I vespri siciliani e interpretandovi inoltre Madama Butterfly, Le Villi, Attila, La forza del destino, Eugenio Onieghin. Partecipò a sette stagioni dell'Arena di Verona (esordendovi con Romeo e Giulietta) e partecipò a diverse produzioni della RAI, tra le quali nel 1971 un'importante ripresa di Edgar, ripreso anche l'anno successivo alla radio di stato francese.
Nel 1971 debuttò negli Stati Uniti, a Filadelfia,  con Lucia di Lammermoor e Tosca e nel 1973  con Madama Butterfly alla Royal Opera House di Londra, dove ritornò ogni anno sino al 1977 e ancora nel 1980. Fu anche a Vienna, all'Opéra di Parigi (esordio nel 1975 con Don Carlo) e in altre città europee.
Nel 1975 debuttò alla Scala con Attila, partecipando l'anno successivo alle tournée del teatro a Londra e a Washington (Simon Boccanegra, Macbeth, Messa di requiem). Nel 1988 apparve al Metropolitan di New York in Carmen, con Marilyn Horne e la direzione di Plácido Domingo.
Sposò il soprano Mietta Sighele. Il 17 marzo 2018 gli venne intitolato il Teatro comunale "Il Rivellino" di Tuscania. 

## Repertorio
| Ruolo                   | Titolo                              | Autore     |
| ----------------------- | ----------------------------------- | ---------- |
| Arturo di Ravenstel     | La straniera                        | Bellini    |
| Romeo Montecchi Tebaldo | I Capuleti e i Montecchi            | Bellini    |
| Iopas                   | Les Troyens                         | Berlioz    |
| Don José                | Carmen                              | Bizet      |
| Faust                   | Mefistofele                         | Boito      |
| Osmide                  | Démophoon                           | Cherubini  |
| Giasone                 | Medea                               | Cherubini  |
| Fernando                | Il furioso all'isola di San Domingo | Donizetti  |
| Edgardo Ravenswood      | Lucia di Lammermoor                 | Donizetti  |
| Carlo di Sirval         | Linda di Chamounix                  | Donizetti  |
| Loris Ipanov            | Fedora                              | Giordano   |
| Romeo                   | Romeo e Giulietta                   | Gounod     |
| Leandro                 | Ero e Leandro                       | Mancinelli |
| Des Grieux              | Manon                               | Massenet   |
| Vasco da Gama           | L'africana                          | Meyerbeer  |
| Andrey Chovanskij       | Chovanščina                         | Musorgskij |
| Roberto                 | Le Villi                            | Puccini    |
| Edgar                   | Edgar                               | Puccini    |
| Rodolfo                 | La bohème                           | Puccini    |
| Mario Cavaradossi       | Tosca                               | Puccini    |
| F. B. Pinkerton         | Madama Butterfly                    | Puccini    |
| Ruggero Lastouc         | La rondine                          | Puccini    |
| Amenofi                 | Mosè                                | Rossini    |
| Corrado                 | Griselda                            | Scarlatti  |
| Enrico il Leone         | Agnese di Hohenstaufen              | Spontini   |
| Cantante italiano       | Der Rosenkavalier                   | Strauss    |
| Ismaele                 | Nabucco                             | Verdi      |
| Oronte                  | I Lombardi alla prima crociata      | Verdi      |
| Jacopo Foscari          | I due Foscari                       | Verdi      |
| Foresto                 | Attila                              | Verdi      |
| Macduff                 | Macbeth                             | Verdi      |
| Gastone Raimondo        | Gerusalemme                         | Verdi      |
| Manrico                 | Il trovatore                        | Verdi      |
| Alfredo Germont         | La traviata                         | Verdi      |
| Arrigo                  | I vespri siciliani                  | Verdi      |
| Gabriele Adorno         | Simon Boccanegra                    | Verdi      |
| Riccardo                | Un ballo in maschera                | Verdi      |
| Don Alvaro              | La forza del destino                | Verdi      |
| Don Carlo               | Don Carlo                           | Verdi      |
| Radames                 | Aida                                | Verdi      |

## Discografia

### Incisioni in studio
- Verdi, La traviata - Romana Righetti, Veriano Luchetti, dir. Edoardo Brizio - Fratelli Fabbri 1969
- Verdi, Messa di Requiem - Leontyne Price, Janet Baker, Veriano Luchetti, José van Dam, dir. Georg Solti - RCA 1977
- Verdi, Nabucco - Matteo Manuguerra, Renata Scotto, Nicolai Ghiaurov,  Veriano Luchetti, dir. Riccardo Muti - EMI 1977
- Verdi, Messa di Requiem - Renata Scotto, Agnes Baltsa, Veriano Luchetti, Evgeny Nesterenko, dir. Riccardo Muti - EMI 1979
- Cherubini, Medea - Sylvia Sass, Veriano Luchetti, Kolos Kovats, dir. Lamberto Gardelli - Hungaraton 1977
- Verdi, Macbeth - Leo Nucci, Shirley Verrett, Samuel Ramey, Veriano Luchetti, dir. Riccardo Chailly - Decca 1986

### Registrazioni dal vivo
- Donizetti, Il furioso all'isola di San Domingo - Lilia Teresita Reyes, Renato Borgato, Rita Talarico, Veriano Luchetti, dir. Bruno Campanella - Trieste 1967 ed. MHS/Mercury
- Bellini, La straniera - Elena Souliotis, Elena Zilio, Veriano Luchetti, Ugo Savarese, dir. Oliviero De Fabritiis - Catania 1971 ed. House of Opera
- Puccini Edgar - Veriano Luchetti, Mietta Sighele, Bianca Maria Casoni, dir. Carlo Felice Cillario - RAI-Torino 1971 ed. Opera D'Oro
- Meyerbeer, L'Africana - Jessye Norman, Veriano Luchetti, Giangiacomo Guelfi, Agostino Ferrin, dir. Riccardo Muti - Firenze 1971 ed. Opera D'Oro
- Puccini, Le Villi - Mietta Sighele, Veriano Luchetti, Mario Zanasi, dir. Hans Georg Ratien - Firenze 1972 ed. Opera D'Oro
- Verdi, Attila - Nicolai Ghiaurov, Leyla Gencer, Norman Mittelman, Veriano Luchetti, dir. Riccardo Muti - Firenze 1972 ed. Opera Lovers
- Verdi, Don Carlo, Veriano Luchetti, Nicolai Ghiaurov, Katia Ricciarelli, Piero Cappuccilli, Fiorenza Cossotto, dir. Georges Prêtre - Venezia 1973 ed. GOP/Mondo Musica
- Bellini, I Capuleti e i Montecchi - Katia Ricciarelli, Veriano Luchetti, Giorgio Merighi, Walter Monachesi, dir. Piero Bellugi - Venezia 1973 ed. Mondo Musica
- Rossini, Moïse et Pharaon - Cesare Siepi, Veriano Luchetti, Gastone Limarilli, Silvano Carroli, Celestina Casapietra, dir. Gianandrea Gavazzeni - Venezia 1974 ed. Mondo Musica
- Verdi, Attila -  Nicolai Ghiaurov, Rita Orlandi Malaspina, Piero Cappuccilli, Veriano Luchetti, dir. Giuseppe Patanè - dal vivo La Scala 1975 ed. Bongiovanni/Myto
- Verdi, I vespri siciliani - Renato Bruson, Renata Scotto, Veriano Luchetti, Ruggero Raimondi, dir. Riccardo Muti - Firenze 1978 ed. Gala
- Rossini, Stabat Mater - Nadia Stefan Savova, Veriano Luchetti, Ruggero Raimondi, Julia Hamari, dir. Carlo Maria Giulini - Berlino 1978 ed. Testament
- Verdi, Macbeth (video) - Piero Cappuccilli,  Shirley Verrett, Nicolai Ghiaurov, Veriano Luchetti, dir. Claudio Abbado - La Scala 1979 ed. Premiere Opera
- Verdi, La forza del destino (video) - Veriano Luchetti, Anna Tomowa-Sintow, Ingvar Wixell, Paul Plishka, dir. Christoph von Dohnanyi - Parigi 1981 ed. Premiere Opera
- Verdi, Simon Boccanegra (video) - Piero Cappuccilli, Ruggero Raimondi, Mirella Freni, Veriano Luchetti, dir. Claudio Abbado - La Scala 1981 ed. Lyric Distribution/BMW (solo audio)
- Verdi, Jérusalem (video) - Cecilia Gasdia, Veriano Luchetti, Silvano Carroli, dir. Renato Renzetti - Parigi 1984 ed. House of Opera
- Verdi, Attila (video) - Evgeny Nesterenko, Maria Chiara, Silvano Carroli, Veriano Luchetti, dir. Nello Santi - Verona 1985 ed. Warner Classics
- Verdi, I vespri siciliani (video) - Leo Nucci, Susan Dunn, Veriano Luchetti, Bonaldo Giaiotti, dir. Riccardo Chailly - Bologna 1986 ed. Kultur
- Verdi, Jérusalem (video) - Katia Ricciarelli, Veriano Luchetti, Cesare Siepi, dir. Renato Renzetti - Parma 1986 ed. BCS/Premiere Opera
- Verdi, Attila - Samuel Ramey, Linda Roark, William Stone, Veriano Luchetti, dir. Gabriele Ferro - Venezia 1987 ed. House of Opera/Gala
- Bizet, Carmen - Lucia Valentini Terrani, Veriano Luchetti, Mietta Sighele, Giorgio Zancanaro, dir. Serge Baudo - Torino 1988 ed. Opera Lovers